# Rezoluția 702 a Consiliului de Securitate al ONU
Rezoluția 702 a Consiliului de Securitate al Organizației Națiunilor Unite, adoptată fără vot la 8 august 1991, după examinarea separată a cererilor de aderare ale Republicii Populare Democrate Coreene (Coreea de Nord) și Republicii Coreea (Coreea de Sud) și cercetarea rapoartelor separate întocmite de Comitetul pentru admiterea de noi membri, a recomandat Adunării Generale admiterea Coreei de Nord și Coreei de Sud ca state membre ale Organizației Națiunilor Unite.

## Istoricul aderării

### Teoria singurului guvern legitim din Peninsula Coreeană
La 12 decembrie 1948 Adunarea Generală a Națiunilor Unite a aprobat raportul Comisiei Temporare a Națiunilor Unite cu privire la Coreea și a adoptat cu o majoritate covârșitoare Rezoluția 195(III), prin care a recunoscut că guvernul Republicii Coreea este singurul guvern legitim stabilit prin alegeri libere de poporul coreean. Coreea de Sud a fost recunoscută astfel ca stat observator la Organizația Națiunilor Unite.
În urma acestei decizii, Republica Coreea a cerut oficial aderarea la ONU în ianuarie 1949, iar recent înființată Republica Populară Democrată Coreeană a depus și ea o cerere de aderare în februarie 1949. Uniunea Sovietică, care avea drept de veto, s-a opus aderării Coreei de Sud și Consiliul de Securitate nu a adoptat nicio rezoluție, iar declanșarea în iunie 1950 a Războiului din Coreea a amânat mult timp luarea unei decizii.

### Antecedente
Republica Coreea (Coreea de Sud) a încercat să se alăture Organizației Națiunilor Unite, începând din 1949, de cinci ori sub numele propriu Coreea și de cinci ori prin propunerea unor țări aliate, dar nu a reușit, ca urmare a opoziției exercitate de Uniunea Sovietică. În același timp, începând tot din 1949, Republica Populară Democrată Coreeană a încercat să adere la ONU de două ori sub numele Coreea de Nord și de două ori prin rezoluții înaintate de Uniunea Sovietică, dar nici ea nu a reușit.
Cele două țări au fost acceptate, totuși, cu statut de observator în Adunarea Generală a Națiunilor Unite. Republica Coreea a devenit stat observator la ONU în 12 decembrie 1948, iar Republica Populară Democrată Coreeană a devenit stat observator la ONU în iulie 1973, după ce Republica Populară Chineză a luat locul Republicii China (Taiwanul) ca membru permanent al Consiliului de Securitate.

### Negocieri
În anul 1990 aderarea Coreei de Sud la Organizația Națiunile Unite era aproape finalizată. Guvernul sud-coreean a recomandat Republicii Populare Democrate Coreene să depună o cerere separată de aderare la ONU, susținând că ambele țări ar trebui să adere în același timp la Organizația Națiunilor Unite și să obțină poziții individuale de membru. Kim Ir-sen, conducătorul Republicii Populare Democrate Coreene, a afirmat în 24 mai 1990 că ambele țări ar trebui să ceară împreună aderarea la Organizația Națiunilor Unite și obținerea unei singure poziții de membru.
La 18 septembrie 1990, Republica Populară Democrată Coreeană a propus ca ambele Corei să se alăture Organizației Națiunilor Unite și să obțină un singur loc în Adunarea Generală. Potrivit acelei propuneri, dreptul de reprezentare al Coreei de Sud și de Nord la Organizația Națiunilor Unite putea fi exercitat alternativ sau în comun la intervale de o lună sau mai mult. Drept răspuns, conducerea Republicii Coreea a susținut că există țări care s-au unificat după aderarea la ONU, unde aveau locuri individuale, cum ar fi Yemenul de Nord și de Sud și Germania de Est și de Vest, și că aderarea simultană pe locuri individuale nu consolidează divizarea țării.

Pe măsură ce Republica Populară Democrată Coreeană a continuat să se opună aderării simultane la ONU ca două țări diferite, guvernul Republicii Coreea și-a schimbat poziția și a început să susțină o aderare independentă. Această aderare a fost susținută de Uniunea Sovietică, iar China nu s-a opus. Ca urmare a faptului că situația a avansat spre aderarea unică a Coreei de Sud la Națiunile Unite, Republica Populară Democrată Coreeană a anunțat pe 27 mai 1991 că va depune o cerere individuală de aderare la ONU și a făcut acest lucru pe 8 iulie 1991. Coreea de Sud a depus, de asemenea, cererea de aderare la ONU la 5 august 1991.

## Efect
Decizia Consiliului de Securitate din 8 august 1991 conține următoarea declarație:
| “ | Cererile Republicii Populare Democratice Coreene și Republicii Coreea au fost examinate și aprobate în unanimitate de Consiliu. Aspirațiile popoarelor și guvernelor din Republica Populară Democrată Coreeană și Republica Coreea au coincis armonios. De aceea, Consiliul a decis să le examineze și să ia o decizie simultană cu privire la admiterea ambelor părți ale Peninsulei Coreene ca membre ale organizației mondiale. | ” |

Adunarea Generală a admis Coreea de Nord și Coreea de Sud ca state membre ale Organizației Națiunilor Unite la 17 septembrie 1991, prin Rezoluția 46/1.